# Bolestný Kristus z Novoměstské radnice
Bolestný Kristus z Novoměstské radnice (1413–1419?) je polychromovaná dřevořezba připisovaná Mistru Týnské Kalvárie. Sochy Bolestných Kristů ze Staroměstské i Novoměstské radnice jsou nejstaršími dochovanými díly tohoto typu v českých zemích. Socha v radní síni Novoměstské radnice přečkala i defenestraci radních radikálními husity roku 1419. Je vystavena v historické expozici Muzea hlavního města Prahy. 

## Popis a zařazení
Plně plastická socha z lipového dřeva v podživotní velikosti, na zadní straně opracovaná, se zachovanou původní polychromií, výška 136 cm, inv. č. 456. Restaurovali Bohuslav Slánský (1947), Jan Živný a Jitka Musilová (1995), Jitka Bílá (2006), Milan Kadavý (2015). Při posledním restaurování provedla Ivana Kopecká i materiálové analýzy. Při nich bylo zjištěno, že obě sochy Bolestných Kristů mají totožné složení pigmentů – organická barviva z kamejníku barvířského a košenily v inkarnátech, rumělku, mšici lakovou a mořenu barvířskou ve skvrnách krve a olovnatou bělobu, křídu a lněný olej na perizoniu.
Bolestný Kristus je prvním monumentálním aktem českého sochařství. Má obdobu i v české deskové malbě z počátku 15. století – na křídle Roudnického oltáře (1410–1420). Novoměstský Bolestný Kristus vychází z tradice dvorského umění, zejména sochařství krásného slohu a dobové deskové malby Mistra Třeboňského oltáře, ale svou expresivní silou idealismus vrcholné fáze krásného slohu překonává.  Sochař byl obeznámen s lidskou anatomií natolik, že se socha vyrovná tehdejší italské plastice. Nesměřuje však k antickému řádu nebo líbeznosti a jednotlivé části sochy nejsou spojeny v jeden organický celek. Celková koncepce je podřízena pravdivosti výrazu, neboť socha byla určena pro radní síň jako symbol spravedlnosti. Novoměstský Bolestný Kristus nepřejímá doslovně svou formální předlohu – Bolestného Krista ze Staroměstské radnice, ale novým způsobem ji interpretuje. Odlišuje se zejména robustnější postavou a tvrdší modelací, výrazem tváře a i anatomickou stavbou hrudníku. Expresivním pojetím i duchovním a formálním účinkem na diváka řezbář předjímá některé pozdně gotické výtvarné principy.
V porovnání se staroměstskou sochou je frontální postoj narušen lehkým rotačním pohybem a vychýlením těla oproti vykročené pravé noze. Figura zřejmě nebyla umístěna na soklu ve výšce, neboť kontrapost je méně akcentován, postava je vzpřímená a mírně zakloněná a dívá se před sebe. Prameny vlasů jsou rozprostřeny na ramena a působí dekorativněji. Řezbář virtuózně balancuje na hranici krásného slohu a nového uměleckého pojetí, které zdůrazňuje stavy citového napětí. Kristova pootevřená ústa korespondují s jeho gestem rukou, které vyjadřuje starokřesťanský způsob modlitby a přímluvy.
Perizonium je oproti předloze méně členité a na pravém boku má vpředu drobný motiv přehybu, který se u jiných děl Mistra Týnské Kalvárie nevyskytuje. Na zadní straně jsou řezby roušky i vlasů provedeny více schematicky. Expresivní vyhrocení výrazu oproti staršímu dílu Mistra Týnské Kalvárie je obdobné také v Ukřižování ze sv. Jana pod Skalou (kolem 1410) v porovnání s prototypem Krucifixu (1390–1400) ze Svatovítské katedrály. nebo Ukřižovaným z Týnského chrámu.
Socha byla v radní síni doprovázena nápisem "Ecce homo. Christus confessum licet omni crimine Pressum, Ex omni hora suscipit absque mora." Zhotovení sochy souvisí s celkovou renovací novoměstcké radniční síně, kterou popisuje Tomek. V archivech Novoměstské radnice se dochoval záznam, že roku 1413 obdržel malíř Mikuláš půl kopy grošů za práci na obraze. Z toho vyvodil Albert Kutal, že malíř byl zároveň i sochařem a že se mohlo jednat právě o polychromování sochy Bolestného Krista. Tím by byla datace vzniku sochy posunuta před rok 1413.
Umístění sochy Bolestného Krista v radní síni souvisí s tehdy platným Saským právem, které ukládalo, aby byla radniční síň a přilehlá kaple vyzdobena tématem Posledního soudu. Socha v tomto případě zastupuje Apokalyptického soudce při posledním soudu. Zároveň splňuje i požadavek utrakvistů na eucharistickou ikonografii (tělo a krev Páně) a proto byla ušetřena při pozdějších ikonoklastických bouřích. 
Téma Bolestného Krista se objevuje v Čechách od poloviny 14. století v nástěnné a knižní malbě. V Čechách má patrně původ i vyobrazení Eucharistického Bolestného Krista s kalichem a hostií, např. na vitrážích kostela ve Slivenci (kolem 1370), v nástěnné malbě (kostel sv. Markéty v Loukově, 1390) a knižních iluminacích (Opatovický brevíř, 80. léta 14. stol.). Blízkou analogii s pražskými Bolestnými Kristy mají stejnojmenné sochy ze zpěvácké brány ve Svatoštěpánském chrámu ve Vídni (poslední čtvrtina 14. stol.) a z pozdější doby kamenná socha ve vratislavském kostele sv. Doroty (1430) nebo známá socha Bolestného Krista (1429) Hanse Multschera z katedrály v Ulmu. 

### Detaily

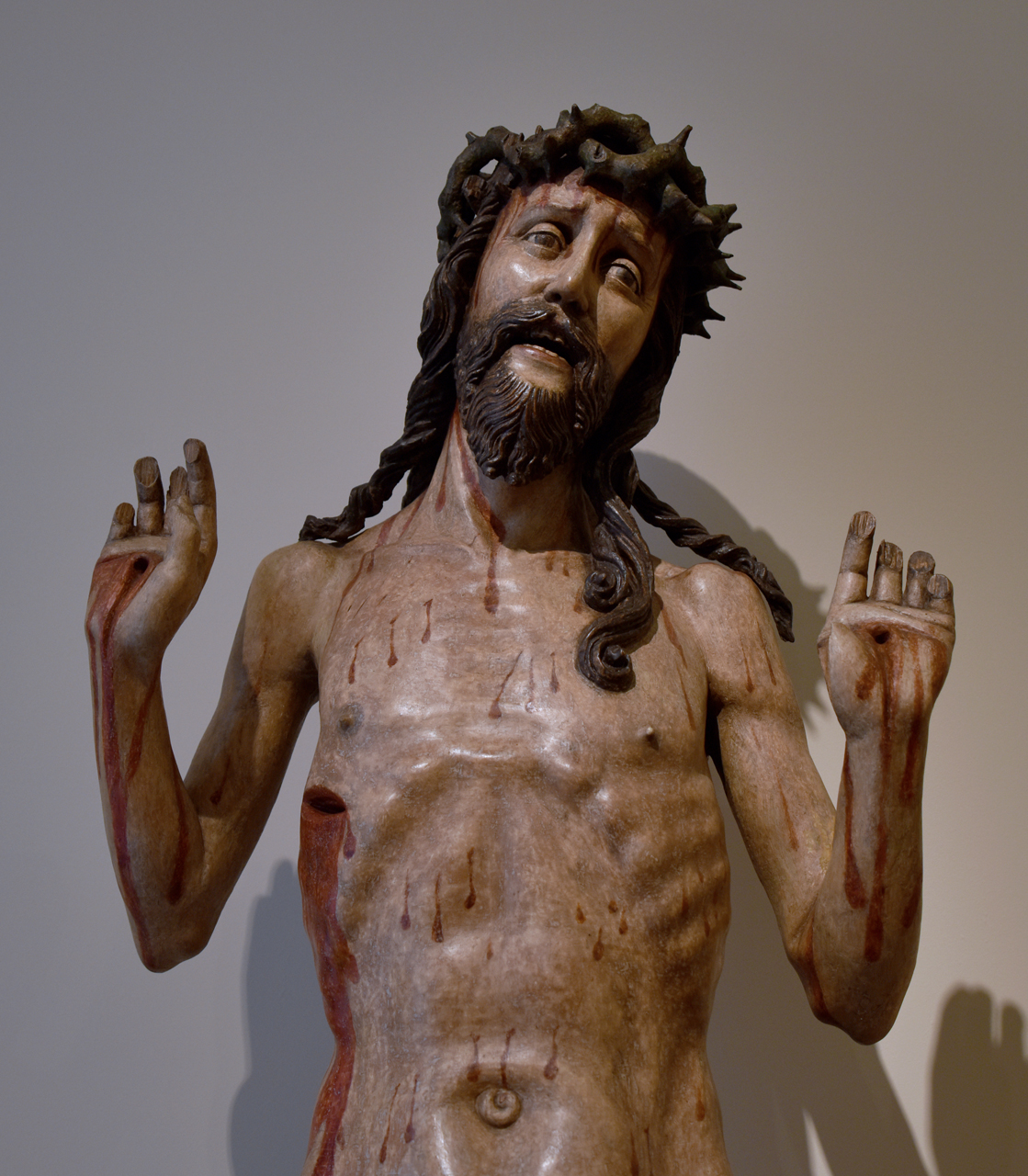
Bolestný Kristus z Novoměstské radnice, detail horní části
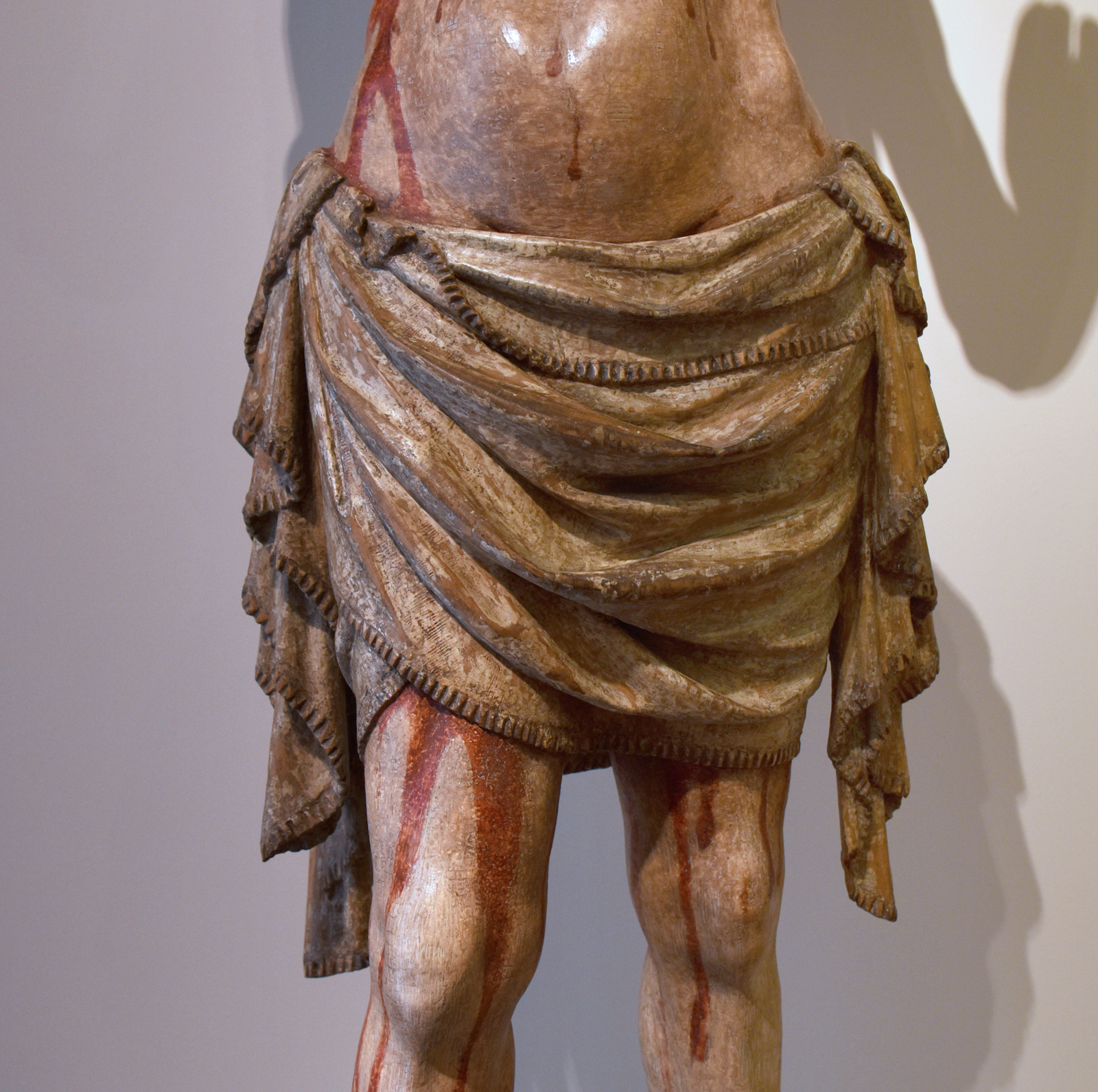
Bolestný Kristus z Novoměstské radnice, detail perizonia

### Jiná díla Mistra Týnské Kalvárie
- Bolestný Kristus ze Staroměstské radnice (po 1400)
- Ukřižování ze sv. Jana pod Skalou

### Vystaveno
- 1957 L'art ancien en Tchécoslovaquie, Paris
- 1966 Les Primitifs de Bohême, L'art gothique en Tchécoslovaquie 1350–1420, Brusel, Rotterdam
- 2015–2016 Praha Husova a husitská / 1415–2015, Galerie hlavního města Prahy, Clam-Gallasův palác
- 2019 Český a římský král Václav IV., Císařská konírna Pražského hradu
- stálá historická expozice, Muzeum hlavního města Prahy